# 尹耕雲
尹耕雲（1814年—1877年），字瞻甫，号杏农，江苏省淮安府桃源县（现泗阳）三义坝人。清朝政治人物，道光末进士。官至河陝汝道。

## 生平
尹耕雲十四岁丧父，之后在私塾教书，二十岁时补博士弟子员。当时大学士祁隽藻在江苏视学，看中尹耕雲的品行学识，于道光二十九年（1849年）科选拔贡，本省乡试中举人。道光三十年（1850年）举进士，授礼部主事，由于在道光帝的殡葬大典中表现出色，得礼部侍郎曾国藩赏识，提拔为礼部郎中。咸丰五年（1855年）任实录馆主事，后加道衔。
咸丰初年，太平天国北伐军攻入直隶，尹耕雲应参赞僧格林沁檄召，加入惠亲王幕府，为镇压太平军出谋划策。咸丰八年（1858年），授湖广道监察御史。次年，增署给事中。曾反对清廷避战。随后改入河南团练毛昶熙幕下帮办军务。同治元年（1862年），随僧格林沁进攻金楼寨起义军大获全胜，以道员任用。因功劳卓著，同治十三年（1874年），补授河陝汝道。光绪三年（1877年），河南大旱，他上书提出七条救荒措施。但因积劳成疾，卒于任内，享年六十四岁。

## 作品
尹耕雲善于书法文学，著有《大学绪言》、《周易辑说》、《心白日斋集》、《豫军纪略》。存有写意山水轴《满城风雨近重阳》，为同治二年（1868）作。

## 延伸阅读
[在维基数据编辑]
 在维基文库阅读此作者作品
 《清史稿·卷423》，出自趙爾巽《清史稿》